# Саравакский земляной дрозд
Саравакский земляной дрозд (Zoothera everetti) — вид птиц из семейства дроздовых. Назван в честь британского колониального деятеля и натуралиста Альфреда Харта Эверетта (1848—1898).

## Распространение
Эндемики острова Борнео, где встречаются только в горах Сабаха и северного Саравака в восточной части Малайзии. Естественной средой обитания являются субтропические или тропические влажные горные леса.

## Описание
Длина тела 23 см. Птица сверху тёмно-коричневая, с грязно-белым горлом. На груди ржаво-красное пятно, ноги светлые.

## Биология
Питаются беспозвоночными.

## Охранный статус
МСОП присвоил виду охранный статус NT. Угрозу для вида представляет возможность утраты среды обитания.